# Bộ Kỷ (几)
Bộ Kỷ (几) nghĩa là "cái bàn nhỏ" là một trong 23 bộ thủ được cấu tạo từ 2 nét trong tổng số 214 Bộ thủ Khang Hy. Trong Khang Hi tự điển, có 22 ký tự (trong số 49.030) được tìm thấy dưới bộ thủ này.
Chữ "kỷ" (các âm khác là cơ, ki, kì, ỷ) 几 dùng trong Chữ Hán giản thể thay cho chữ 幾 trong Chữ Hán phồn thể ban đầu được dùng để hỏi như "mấy hay bao nhiêu?" chứ không có liên hệ gì với chữ "kỷ" truyền thống dùng để chỉ cái bàn.

## Chữ dùng bộ Kỷ (几)

Giản bạch nước Sở
Cách viết trong Thuyết văn giải tự
Cách viết trong Lục thư thống

| Số nét | Chữ         |
| ------ | ----------- |
| 2 nét  | 几          |
| 3 nét  | 凡 凢 凣    |
| 4 nét  | 凤          |
| 5 nét  | 凥 処 凧    |
| 6 nét  | 凨 凩 凪 凫 |
| 7 nét  | 凬          |
| 8 nét  | 凭 凮 凯    |
| 9 nét  | 巬          |
| 11 nét | 凰          |
| 12 nét | 凱 凲       |
| 14 nét | 凳 凴       |